# سويت ليف تي
سويت ليف تي Sweet Leaf Tea Company هي شركة منتجة لمشروبات الشاي المثلج وعصائر الليمون، باستخدام سكر قصب السكر.
تملكها شركة نستله، وتقع مقراته في أوستن في تكساس.
أسسها كلايتون كريستوفر وديفيد سميث في عام 1998 في بومونت في تكساس.
في عام 2009 استثمرت فيها شركة نستله مبلغ قدره 15.6 مليون دولار، ثم اشترتها كاملة في عام 2011.